# شیخ‌السفرا

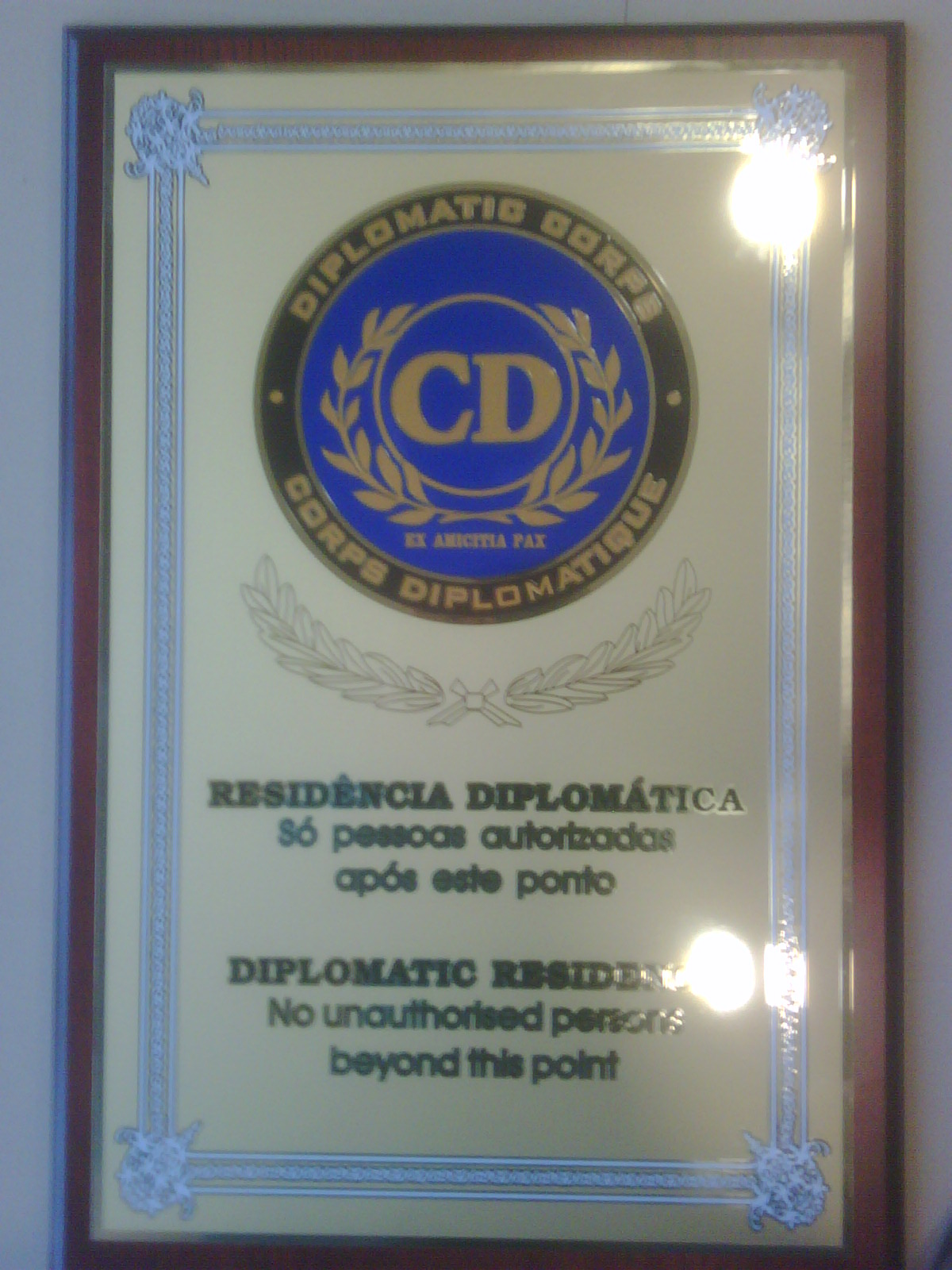
پلاک دیپلماتیک

شیخ‌السفرا (به انگلیسی:Dean of the Diplomatic Corps) در اصطلاح تشریفات دیپلماتیک عنوانی است که به قدیمی‌ترین و باتجربه‌ترین سفیر بین سفرای حاضر در یک کشور گفته می‌شود. معمولاً سفیری که در بین دیگر سفیرها در کشور میزبان مدت زمان بیشتری از زمان تقدیم استوارنامه اش گذشته‌است به این عنوان مسما می‌شود. شیخ‌السفرا مسئولیت نمایندگی از کور دیپلماتیک و صیانت از حقوقشان را بر عهده دارد.
در کشورهای کاتولیک نونس (Nuncio) یعنی نماینده سریر مقدس صرف نظر از مدت خدمتش شیخ‌السفرا می‌باشد.

## پیوند بیرونی
- United States' Deans of the Diplomatic Corps: 1893 To Present